# Nati nel 1946/Ottobre
| Questa pagina contiene informazioni ricavate automaticamente dalle voci biografiche con l'ausilio del template Bio e di un bot. L'aggiornamento è periodico e automatico e ricostruisce completamente la pagina. Se manca una persona in questa lista, sei pregato di non aggiungerla, ma accertati piuttosto che la sua voce biografica contenga il template Bio e che i dati anagrafici siano correttamente compilati. Se il template Bio manca, inseriscilo tu stesso o, in alternativa, metti l'avviso {{tmp\|Bio}} che ne segnala la mancanza. Se i dati riportati sono sbagliati, correggi direttamente la voce biografica; le modifiche saranno visibili in questa lista entro pochi giorni. Per chiarimenti vedi il progetto biografie. La lista contiene solo le 279 persone che sono citate nell'enciclopedia e per le quali è stato implementato correttamente il template Bio. Pagina aggiornata al 2 ago 2025. |

- 1º ottobre - Amedeo Felisa, dirigente d'azienda italiano
- 1º ottobre - Dave Holland, compositore e contrabbassista inglese
- 1º ottobre - Ewa Kłobukowska, ex velocista polacca
- 1º ottobre - Tim O'Brien, scrittore statunitense
- 1º ottobre - Tony Pagliuca, musicista italiano
- 1º ottobre - Michael Sladek, inventore e medico tedesco († 2024)
- 1º ottobre - Winnie van Weerdenburg, nuotatrice olandese († 1988)
- 2 ottobre - Mark Baker, attore statunitense († 2018)
- 2 ottobre - Sonthi Boonyaratglin, politico e generale thailandese
- 2 ottobre - Mirko Brulc, politico sloveno
- 2 ottobre - Glorianda Cipolla, ex sciatrice alpina italiana
- 2 ottobre - Terry Conroy, ex calciatore irlandese
- 2 ottobre - Marie-Georges Pascal, attrice francese († 1985)
- 2 ottobre - Dale Soules, attrice statunitense
- 2 ottobre - Jonathan Summers, baritono australiano
- 2 ottobre - Oreste Vigorito, imprenditore e dirigente sportivo italiano
- 3 ottobre - P. P. Arnold, cantante statunitense
- 3 ottobre - Mike Clark, batterista statunitense
- 3 ottobre - William Hall Jr., attore statunitense († 2025)
- 3 ottobre - Richie Morgan, allenatore di calcio e ex calciatore gallese
- 3 ottobre - Volodymyr Rybak, politico ucraino
- 3 ottobre - Sigmar Solbach, attore e doppiatore tedesco
- 4 ottobre - Donato Giuliani, ciclista su strada e dirigente sportivo italiano († 2025)
- 4 ottobre - Chuck Hagel, politico e militare statunitense
- 4 ottobre - Phil Hickerson, ex wrestler statunitense
- 4 ottobre - Seinosuke Mitsuya, karateka giapponese
- 4 ottobre - Michael Mullen, ammiraglio statunitense
- 4 ottobre - Daniele Panebarco, fumettista italiano
- 4 ottobre - Susan Sarandon, attrice statunitense
- 4 ottobre - Francesco Speroni, politico italiano
- 4 ottobre - Bridget St John, cantautrice britannica
- 4 ottobre - Giuseppe Vallone, politico italiano
- 5 ottobre - Thomson Allan, ex calciatore scozzese
- 5 ottobre - Paolo Biagetti, scenografo italiano († 2004)
- 5 ottobre - Franco Chiusoli, politico italiano
- 5 ottobre - Billy DeAngelis, ex cestista statunitense
- 5 ottobre - Michele Mario Elia, dirigente pubblico italiano
- 5 ottobre - Giorgio Fornoni, giornalista italiano
- 5 ottobre - Paolo Giuntella, giornalista e scrittore italiano († 2008)
- 5 ottobre - Brian Jacks, judoka inglese
- 5 ottobre - Kjell Johansson, tennistavolista svedese († 2011)
- 5 ottobre - Peter Hargreaves, imprenditore inglese
- 5 ottobre - Gianni Leali, allenatore di calcio, preparatore atletico e scrittore italiano
- 5 ottobre - Bernard Lech, ex calciatore francese
- 5 ottobre - Heather MacRae, attrice statunitense
- 5 ottobre - Enrico Marrucci, politico italiano
- 5 ottobre - Nicola Maria Martino, artista e pittore italiano
- 5 ottobre - Bernardo Onori, ex pugile italiano
- 5 ottobre - Renato Serio, compositore, arrangiatore e direttore d'orchestra italiano († 2024)
- 5 ottobre - David Watson, ex calciatore inglese
- 6 ottobre - Stephen Arroyo, scrittore e astrologo statunitense
- 6 ottobre - Giovanni Bontate, mafioso italiano († 1988)
- 6 ottobre - Lloyd Doggett, politico e magistrato statunitense
- 6 ottobre - Vinod Khanna, attore, produttore cinematografico e politico indiano († 2017)
- 6 ottobre - Oh Seung-lip, ex judoka sudcoreano
- 6 ottobre - Ken Spain, cestista statunitense († 1990)
- 7 ottobre - Chiara Banchini, violinista e direttrice d'orchestra svizzera
- 7 ottobre - Valeria Bufanu, ex ostacolista e lunghista rumena
- 7 ottobre - Albert Giger, fondista svizzero († 2021)
- 7 ottobre - Bernard Lavilliers, cantante francese
- 7 ottobre - Ivan Lukačević, calciatore jugoslavo († 2003)
- 7 ottobre - Catharine MacKinnon, avvocata, attivista e scrittrice statunitense
- 7 ottobre - Ron Nelson, ex cestista statunitense
- 7 ottobre - Noel Nicola, cantautore cubano († 2005)
- 7 ottobre - Thomas Parits, dirigente sportivo, allenatore di calcio e ex calciatore austriaco
- 7 ottobre - Pengiran Anak Saleha, regina bruneiana
- 7 ottobre - Luis Adriano Piedrahita Sandoval, vescovo cattolico colombiano († 2021)
- 7 ottobre - Pier Gianni Prosperini, politico italiano
- 7 ottobre - Nader al-Dhahabi, politico e militare giordano
- 8 ottobre - Hanan Ashrawi, politica palestinese
- 8 ottobre - Jean-Jacques Beineix, regista e produttore cinematografico francese († 2022)
- 8 ottobre - Jon Ekerold, pilota motociclistico sudafricano
- 8 ottobre - Aleksandr Gorškov, danzatore su ghiaccio sovietico († 2022)
- 8 ottobre - Chuck Kinder, scrittore statunitense († 2019)
- 8 ottobre - Dennis Kucinich, politico e ambientalista statunitense
- 8 ottobre - Lennox Miller, velocista giamaicano († 2004)
- 8 ottobre - Valerij Rezancev, ex lottatore sovietico
- 8 ottobre - Carlo Rienzi, avvocato italiano
- 8 ottobre - Somen Banerjee, imprenditore statunitense († 1994)
- 8 ottobre - Doug Utjesenović, ex calciatore jugoslavo
- 8 ottobre - John T. Walton, imprenditore statunitense († 2005)
- 9 ottobre - Anne-Marie Garat, scrittrice francese († 2022)
- 10 ottobre - Aladim Luciano, ex calciatore brasiliano
- 10 ottobre - Charles Dance, attore britannico
- 10 ottobre - Inge Jochum, ex sciatrice alpina austriaca
- 10 ottobre - Naoto Kan, politico giapponese
- 10 ottobre - Peter Mahovlich, allenatore di hockey su ghiaccio, ex hockeista su ghiaccio e dirigente sportivo canadese
- 10 ottobre - Franco Malerba, ex astronauta, militare e politico italiano
- 10 ottobre - Gianluigi Marrone, giurista italiano († 2009)
- 10 ottobre - John Prine, cantautore statunitense († 2020)
- 10 ottobre - Martin Ruane, wrestler britannico († 1998)
- 10 ottobre - Emil Schult, musicista, pittore e paroliere tedesco
- 10 ottobre - Ben Vereen, attore, ballerino e cantante statunitense
- 10 ottobre - Willard White, basso-baritono britannico
- 11 ottobre - Alberto Canepa, regista, attore e musicista italiano
- 11 ottobre - Ken Cooper, allenatore di calcio e ex calciatore inglese
- 11 ottobre - Elio Gnagnarelli, ex tiratore a segno italiano
- 11 ottobre - Daryl Hall, cantante statunitense
- 11 ottobre - Sawao Katō, ex ginnasta giapponese
- 11 ottobre - David A. Kenny, psicologo statunitense
- 11 ottobre - Jiří Kochta, hockeista su ghiaccio ceco († 2025)
- 11 ottobre - Lee Hoe-taik, allenatore di calcio, dirigente sportivo e ex calciatore sudcoreano
- 12 ottobre - Francesco Costa, scrittore e sceneggiatore italiano
- 12 ottobre - Rudolf Hoskowetz, ex tennista austriaco
- 12 ottobre - Ola Hudson, stilista statunitense († 2009)
- 12 ottobre - Marina Lewycka, scrittrice britannica
- 12 ottobre - Rosanna Marani, giornalista e conduttrice televisiva italiana
- 12 ottobre - Chris Nicholl, calciatore e allenatore di calcio inglese († 2024)
- 12 ottobre - Ali Parvin, allenatore di calcio e ex calciatore iraniano
- 12 ottobre - László Sárosi, ex pallanuotista ungherese
- 13 ottobre - Edwina Currie, scrittrice, giornalista e ex politica britannica
- 13 ottobre - Lacy J. Dalton, cantautrice statunitense
- 13 ottobre - Michel Granger, artista francese
- 13 ottobre - Irmgard Griss, magistrato e politica austriaca
- 13 ottobre - Max Méreaux, compositore e musicologo francese
- 13 ottobre - Dorothy Moore, cantante statunitense
- 13 ottobre - Gilbert Roussel, regista, sceneggiatore e produttore cinematografico francese
- 13 ottobre - Joseph Szepesi, ex schermidore rumeno
- 13 ottobre - Giuseppe Valotto, generale italiano
- 13 ottobre - Demond Wilson, attore e scrittore statunitense
- 13 ottobre - Jan Lambert Wirix-Speetjens, vescovo vetero-cattolico belga († 2008)
- 14 ottobre - Abe van den Ban, ex calciatore olandese
- 14 ottobre - François Bozizé, politico centrafricano
- 14 ottobre - António José Conceição Oliveira, allenatore di calcio e ex calciatore portoghese
- 14 ottobre - Dario Farina, compositore, cantante e produttore discografico italiano
- 14 ottobre - Giuseppe Fortunato, politico italiano
- 14 ottobre - Bob Grant, giocatore di football americano statunitense († 2024)
- 14 ottobre - Gian Carlo Grassi, alpinista italiano († 1991)
- 14 ottobre - Skip Harlicka, ex cestista statunitense
- 14 ottobre - Justin Hayward, chitarrista e cantante inglese
- 14 ottobre - Katy Manning, attrice britannica
- 14 ottobre - Dan McCafferty, cantante scozzese († 2022)
- 14 ottobre - Alberto Reif, calciatore italiano († 2012)
- 14 ottobre - Orlando Urdaneta, attore venezuelano
- 14 ottobre - Craig Venter, biologo statunitense
- 14 ottobre - Pavel Čuchraj, regista e sceneggiatore russo
- 15 ottobre - Frank Barlow, ex calciatore e allenatore di calcio inglese
- 15 ottobre - Andrea Bonetti, politico italiano
- 15 ottobre - Ahmed Boukous, linguista e sociologo berbero
- 15 ottobre - Richard Carpenter, compositore statunitense
- 15 ottobre - John Getz, attore statunitense
- 15 ottobre - Oscar Vicente Ojea Quintana, vescovo cattolico argentino
- 15 ottobre - Georges Pintens, ex ciclista su strada belga
- 16 ottobre - Geoff Barnett, allenatore di calcio e calciatore inglese († 2021)
- 16 ottobre - Robert Bringhurst, poeta, scrittore e tipografo canadese
- 16 ottobre - Juan Echecopar, calciatore argentino († 2012)
- 16 ottobre - Bruce Gilden, fotografo statunitense
- 16 ottobre - Carlos Ott, architetto canadese
- 16 ottobre - Wolfgang Rübsam, organista tedesco
- 16 ottobre - Giuseppe Saretta, politico italiano
- 16 ottobre - Suzanne Somers, attrice, imprenditrice e scrittrice statunitense († 2023)
- 17 ottobre - Luciano Bartoli, attore italiano († 2019)
- 17 ottobre - Milan Dekleva, scrittore, poeta e commediografo sloveno
- 17 ottobre - Jan Kavan, diplomatico e politico ceco
- 17 ottobre - Akira Kushida, cantante giapponese
- 17 ottobre - Vito Li Causi, politico italiano († 2015)
- 17 ottobre - Cameron Mackintosh, produttore teatrale e impresario teatrale britannico
- 17 ottobre - Adam Michnik, saggista, editore e politico polacco
- 17 ottobre - Russell Riches, cestista australiano († 2016)
- 17 ottobre - Faliero Rosati, sceneggiatore e regista cinematografico italiano
- 17 ottobre - Sergio Sabattini, politico italiano
- 17 ottobre - Bob Seagren, ex astista e attore statunitense
- 17 ottobre - Viktor Tret'jakov, violinista, insegnante e direttore d'orchestra russo
- 18 ottobre - Aldo Cavalli, arcivescovo cattolico italiano
- 18 ottobre - Dafydd Elis-Thomas, politico gallese († 2025)
- 18 ottobre - Barry Gifford, scrittore, poeta e sceneggiatore statunitense
- 18 ottobre - Michel Graillier, pianista francese († 2003)
- 18 ottobre - Sverre Kjelsberg, cantante e chitarrista norvegese († 2016)
- 18 ottobre - Antonio Maggioni, ex calciatore italiano
- 18 ottobre - Luca Mantini, terrorista italiano († 1974)
- 18 ottobre - Giacomo Marramao, filosofo italiano
- 18 ottobre - Serge Martinengo de Novack, allenatore di calcio francese
- 18 ottobre - Alfredo Mostarda, calciatore brasiliano († 2025)
- 18 ottobre - Howard Shore, compositore e direttore d'orchestra canadese
- 19 ottobre - Emerenzio Barbieri, politico italiano († 2025)
- 19 ottobre - Jürgen Croy, allenatore di calcio e ex calciatore tedesco orientale
- 19 ottobre - Jorge Habegger, allenatore di calcio argentino
- 19 ottobre - Peter Holman, musicologo e direttore d'orchestra inglese
- 19 ottobre - Robert Hue, politico francese
- 19 ottobre - Ernesto Palacio, tenore peruviano
- 19 ottobre - Philip Pullman, scrittore britannico
- 19 ottobre - Pasquale Raschi, ex tiratore a segno sammarinese
- 19 ottobre - Keith Reid, poeta e paroliere britannico († 2023)
- 19 ottobre - Franz Schmidberger, presbitero tedesco
- 19 ottobre - Eugenio Zanetti, drammaturgo, scenografo e pittore argentino
- 20 ottobre - John Elwes, cantante inglese
- 20 ottobre - Elfriede Jelinek, scrittrice, drammaturga e traduttrice austriaca
- 20 ottobre - Richard Loncraine, regista britannico
- 20 ottobre - Garry Monahan, ex hockeista su ghiaccio canadese
- 20 ottobre - Mirella Pamphili, attrice italiana
- 20 ottobre - Hajo Schuhmacher, ex bobbista tedesco
- 20 ottobre - Carol Sherriff, ex tennista australiana
- 20 ottobre - Lucien Van Impe, ex ciclista su strada e dirigente sportivo belga
- 20 ottobre - Pierfranco Vianelli, ex ciclista su strada italiano
- 21 ottobre - Bruno d'Arcevia, pittore italiano
- 21 ottobre - José Fernando Bulnes, ex calciatore honduregno
- 21 ottobre - Ronald De Witte, ex ciclista su strada e dirigente sportivo belga
- 21 ottobre - Bruno Galler, ex arbitro di calcio svizzero
- 21 ottobre - Víctor Marro, ex calciatore spagnolo
- 21 ottobre - John W. Morgan, compositore e arrangiatore statunitense
- 21 ottobre - Wybo Veldman, ex canottiere neozelandese
- 22 ottobre - Mike Butler, cestista statunitense († 2018)
- 22 ottobre - Mario Cavatore, scrittore italiano († 2018)
- 22 ottobre - Elizabeth Connell, soprano e mezzosoprano sudafricano († 2012)
- 22 ottobre - Mario Corti, dirigente d'azienda svizzero
- 22 ottobre - Enrico Demetz, ex sciatore alpino italiano
- 22 ottobre - Catherine Ferrar, attrice statunitense
- 22 ottobre - Richard McGonagle, attore e doppiatore statunitense
- 22 ottobre - Roger A. Pielke, meteorologo statunitense
- 22 ottobre - Robertino, cantante italiano
- 22 ottobre - José Álvarez Huerta, ex calciatore spagnolo
- 23 ottobre - Mel Martinez, politico statunitense
- 23 ottobre - Miklós Németh, ex giavellottista ungherese
- 23 ottobre - Sophie Tatischeff, montatrice e regista francese († 2001)
- 23 ottobre - Jairo do Nascimento, calciatore brasiliano († 2019)
- 24 ottobre - Domenico Auricchio, politico italiano
- 24 ottobre - John Bettis, paroliere e compositore statunitense
- 24 ottobre - Jerry Edmonton, batterista canadese († 1993)
- 24 ottobre - Raphaël Bedros XXI Minassian, patriarca cattolico libanese
- 24 ottobre - Renato Valentini, sciatore alpino italiano († 2016)
- 25 ottobre - Walter Boyce, ex pilota di rally canadese
- 25 ottobre - Elías Figueroa, ex calciatore cileno
- 25 ottobre - Atilano Rodríguez Martínez, vescovo cattolico spagnolo
- 25 ottobre - Kōji Yamamoto, ex giocatore di baseball e allenatore di baseball giapponese
- 26 ottobre - Maureen Anderman, attrice statunitense
- 26 ottobre - Amedeo Chimisso, nuotatore italiano († 1966)
- 26 ottobre - Boubacar Boris Diop, scrittore senegalese
- 26 ottobre - Giorgio Rognoni, calciatore italiano († 1986)
- 26 ottobre - Bruno Rubeo, scenografo italiano († 2011)
- 26 ottobre - Holly Woodlawn, attrice portoricana († 2015)
- 27 ottobre - Michèle Battut, pittrice e scultrice francese
- 27 ottobre - Leslie Byrne, politica statunitense
- 27 ottobre - Terry Hart, ex astronauta statunitense
- 27 ottobre - Kathy Harter, ex tennista statunitense
- 27 ottobre - Peter Martins, ballerino, coreografo e direttore artistico danese
- 27 ottobre - Mihaela Mihai, cantante e attrice rumena
- 27 ottobre - Steven Nagel, astronauta statunitense († 2014)
- 27 ottobre - Ivan Reitman, regista e produttore cinematografico slovacco († 2022)
- 27 ottobre - Richard Rudolph, produttore discografico e musicista statunitense
- 27 ottobre - Arkadij Sirenko, regista sovietico
- 27 ottobre - Wolfgang Streeck, sociologo e economista tedesco
- 27 ottobre - Kenneth Turan, critico cinematografico statunitense
- 28 ottobre - Madeleine Barnett, tuffatrice australiana
- 28 ottobre - Michel Broué, matematico e attivista francese
- 28 ottobre - Jan Domarski, ex calciatore polacco
- 28 ottobre - Niels Fredborg, ex pistard danese
- 28 ottobre - Wim Jansen, calciatore e allenatore di calcio olandese († 2022)
- 28 ottobre - Santi Lo Giudice, filosofo e scrittore italiano († 2014)
- 28 ottobre - Gian Luigi Picchi, pilota automobilistico italiano
- 28 ottobre - Jim Richards, giocatore di football americano statunitense († 2022)
- 28 ottobre - Josele Román, attrice e cantante spagnola
- 28 ottobre - Judith Thurman, scrittrice e biografa statunitense
- 29 ottobre - An Se-bok, ex calciatore nordcoreano
- 29 ottobre - Ángel Bargas, ex calciatore argentino
- 29 ottobre - Bob Bingham, cantante e attore statunitense († 2025)
- 29 ottobre - Dara Birnbaum, artista statunitense († 2025)
- 29 ottobre - André Dierickx, ex ciclista su strada belga
- 29 ottobre - Peter Green, chitarrista e cantante britannico († 2020)
- 29 ottobre - Oscar Más, ex calciatore argentino
- 29 ottobre - Vahidin Musemić, calciatore jugoslavo († 2023)
- 29 ottobre - Armando Savini, cantante italiano
- 29 ottobre - Roberto Soffici, cantautore italiano
- 30 ottobre - André Catimba, calciatore brasiliano († 2021)
- 30 ottobre - Marcel Bimale, cestista e allenatore di pallacanestro centrafricano († 2021)
- 30 ottobre - Roberto Cicciomessere, politico e informatico italiano († 2023)
- 30 ottobre - Glen Combs, ex cestista statunitense
- 30 ottobre - Olga D'Antona, politica italiana
- 30 ottobre - Robert Gibson, ex astronauta statunitense
- 30 ottobre - Anthony Green, ex calciatore scozzese
- 30 ottobre - Katsuhisa Hōki, doppiatore giapponese
- 30 ottobre - René Jacobs, controtenore e direttore d'orchestra belga
- 30 ottobre - Ian McGeechan, ex rugbista a 15, allenatore di rugby a 15 e dirigente sportivo britannico
- 30 ottobre - Andrea Mitchell, giornalista statunitense
- 30 ottobre - Chris Slade, batterista britannico
- 30 ottobre - William Thurston, matematico statunitense († 2012)
- 31 ottobre - Gregorio Benito, calciatore spagnolo († 2020)
- 31 ottobre - Bruce Jones, fumettista, romanziere e illustratore statunitense
- 31 ottobre - Stephen Rea, attore e sceneggiatore nordirlandese
- 31 ottobre - Massimo Vanni, stuntman e attore italiano